# 正則行列
正則行列（せいそくぎょうれつ、英: regular matrix）、非特異行列（ひとくいぎょうれつ、英: non-singular matrix）あるいは可逆行列（かぎゃくぎょうれつ、英: invertible matrix）とは、行列の通常の積に関する逆元を持つ正方行列のことである。この逆元を、元の正方行列の逆行列という。例えば、複素数体上の二次正方行列
{\displaystyle A={\begin{bmatrix}a&b\\c&d\end{bmatrix}}}
が正則行列であるのは ad − bc ≠ 0 が成立するとき、かつ、そのときに限る。このとき逆行列は
{\displaystyle A^{-1}={\frac {1}{ad-bc}}{\begin{bmatrix}d&-b\\-c&a\end{bmatrix}}}
で与えられる。
ある体上の同じサイズの正則行列の全体は一般線型群と呼ばれる群を成す。多項式の根として定められる部分群は線形代数群あるいは行列群と呼ばれる代数群の一種で、その表現論が代数的整数論などに広い応用を持つ幾何学的対象である。

## 定義
n 次単位行列を En や E で表す。 
環の元を成分にもつ n 次正方行列 A に対して、
{\displaystyle AB=E=BA}
を満たす n 次正方行列 B が存在するとき、A は n 次正則行列、あるいは単に正則であるという。A が正則ならば上の性質を満たす B は一意に定まる。
これを A の逆行列（ぎゃくぎょうれつ、英: inverse matrix）と呼び、A−1 と表す。

## 例
次の複素数体の元を成分にもつ行列 A, B を考える。
{\displaystyle A={\begin{bmatrix}1&0\\0&2\end{bmatrix}}\quad B={\begin{bmatrix}1&0\\0&{\frac {1}{2}}\end{bmatrix}}}
このとき AB = E = BA を満たすので、A は正則行列で、B は A の逆行列である。
一方、B に注目すれば B も正則行列で、A は B の逆行列である。
また次の行列 N は逆行列をもたないので、正則ではない。
{\displaystyle N={\begin{bmatrix}0&1\\0&0\end{bmatrix}}}

## 特徴づけ
体の元を成分にもつ n 次正方行列 A に対して次は同値である。
- A は正則行列である
- AB = E となる n 次正方行列 B が存在する[2][注釈 4]
- BA = E となる n 次正方行列 B が存在する[2]
- A の階数は n である[4]
- A は左基本変形のみによって単位行列に変形できる[4]
- A は右基本変形のみによって単位行列に変形できる[4]
- 一次方程式 Ax = 0 は自明な解しかもたない[5]
- A の行列式は 0 ではない[6]
- A の列ベクトルの族は線型独立である
- A の行ベクトルの族は線型独立である
- A の固有値は、どれも 0 でない

## 性質
n 次正則行列 A、B について次が成り立つ。
- |A−1| = |A|−1
- (A−1)−1 = A
- (AB)−1 = B−1A−1
- A の余因子行列を  とおくと A−1 = |A|−1
- n 次正方行列 N が冪零行列ならば I − N は正則で、逆行列は I + N + … + Nn − 1 である[7]
- A の転置 AT も正則行列で (AT)−1 = (A−1)T（これを A−T と書くこともある）[8]
- A のエルミート共役 AH も正則行列で (AH)−1 = (A−1)H（これを A−H と書くこともある）[8]

## 判定法
行列の正則性は行列の基本変形を使って判定できる。
具体的な逆行列の計算には、基本変形を使って順に掃き出していく方法がよく使われる。
一方で、理論的には行列式を使ったクラメルの公式も重要である。
しかしこの方法は逆行列を数値計算するのには向かない。